# Wesmaelius lindbergi
Wesmaelius lindbergi is een insect uit de familie van de bruine gaasvliegen (Hemerobiidae), die tot de orde netvleugeligen (Neuroptera) behoort. 
Wesmaelius lindbergi is voor het eerst wetenschappelijk beschreven door Esben-Petersen in 1931.